# 破碎對角線
破碎對角線是娛樂數學以及線性代數中的名詞，是指三階或三階以上方陣中和對角線平行的二條線，若越過方陣的邊界，可以將二段對角線連接成一條和對角線平行的線。
如以下的方陣中，星號組成的就是破碎對角線。
|   |   | * |
| * |   |   |
|   | * |   |

## 泛對角幻方
若幻方中的每一條破碎對角線的和，和各行、各列及主對角線的和相同，即稱為泛對角幻方
以下即為一個泛對角幻方的例子。
可以檢查所有的破碎對角線，其和都相同，即可知道是泛對角幻方：
3+12+14+5 = 34
10+1+7+16 = 34
10+13+7+4 = 34
有一種視覺化破碎對角線的方式，是在幻方旁邊放一個輔助的幻方。
像破碎對角線{3, 12, 14, 5}，環繞原始的幻方，可以視為從右邊幻方的左上角，往左下延伸。

## 線性代數
在3階行列式的公式中，也有用到破碎對角線。
對於3 × 3矩陣A，其行列式為
{\displaystyle {\begin{aligned}|A|={\begin{vmatrix}a&b&c\\d&e&f\\g&h&i\end{vmatrix}}&=a\,{\begin{vmatrix}\Box &\Box &\Box \\\Box &e&f\\\Box &h&i\end{vmatrix}}-b\,{\begin{vmatrix}\Box &\Box &\Box \\d&\Box &f\\g&\Box &i\end{vmatrix}}+c\,{\begin{vmatrix}\Box &\Box &\Box \\d&e&\Box \\g&h&\Box \end{vmatrix}}\\[3pt]&=a\,{\begin{vmatrix}e&f\\h&i\end{vmatrix}}-b\,{\begin{vmatrix}d&f\\g&i\end{vmatrix}}+c\,{\begin{vmatrix}d&e\\g&h\end{vmatrix}}\\[3pt]&=aei+bfg+cdh-ceg-bdi-afh.\end{aligned}}}
此處，{\displaystyle bfg,cdh,bdi,} and {\displaystyle afh}都是破碎對角線元素的乘積。
在3階行列式的計算中，會用到破碎對角線，這可以用在計算行列式中，用到矩陣的子式來證明。